# Église Saint-Louis de Mont-Louis
Pour les articles homonymes, voir Église Saint-Louis.
L'église Saint-Louis de Mont-Louis est une église catholique située à Mont-Louis, en France.

## Localisation
L'église est située dans le département français des Pyrénées-Orientales, sur la commune de Mont-Louis, dans la région Occitanie.

## Historique
La première église de la ville se trouvait dans la citadelle. Le curé se plaint que pour cette implantation de la première église le culte était « sujet au bruit des soldats et à leurs jurements ce qui arrive pendant le saint sacrifice de la messe ». On envisage de construire une nouvelle église dans la ville en 1721. La construction de l'église est due à l'intervention personnelle du roi.
La construction de l'église à l'intérieur de la ville est commencée en 1733 jusqu'en 1737 selon les plans de l'ingénieur Delisle de Salins qui reprend celui de la première église située dans la citadelle. Bien que construite au XVIIIe siècle, elle a un style du XVIIe siècle. La construction de l'église a coûté 32 866 livres. L'abbé de Saint-Michel de Cuxa a fourni le bois de la forêt de la Matte, possession de l'abbaye. Cet édifice est marqué par l'architecture massive du génie militaire de l'époque. 
L'édifice est inscrit au titre des monuments historiques le 8 octobre 2010.

## Description
Sa façade présente un portail classique surmonté d'un fronton courbe. L'église est à nef unique à quatre travées, sans transept, mais avec huit chapelles latérales placées entre les contreforts intérieurs. Le vaisseau plafonné se termine par un chœur en cul-de-four. La nef est éclairée par des fenêtres ornées de vitraux. Un clocher se situe au nord du chœur et, au sud, se trouve une sacristie. La hauteur du clocher est limitée pour ne pas servir de repère à l'ennemi.

## Décors
L'église bénéficie d'un décor assez riche avec des retables, des peintures murales et des tableaux :
- retable majeur, inscrit à titre d'objet en 2001[3] ;
- tableau : Saint Louis, inscrit à titre d'objet en 2001[4] ;
- tableau : Saint Pierre, inscrit à titre d'objet en 2001[5] ;
- retable de saint Jean-Baptiste, classé au titre des objets en 2001. La statue de saint Jean-Baptiste fait l'objet d'un classement séparé[6],[7],[8], réalisé en 1749 par le sculpteur Jean Paris ;
- tabernacle en bois doré, gradin et contre-table orné de panneaux sculptés en bas relief représentant la Visitation et l'Annonciation, classé à titre d'objet en 1981[9] ;
- retable du Christ avec le tableau du Christ daté de 1739, classé à titre d'objet en 1981[10] ;
- tableau représentant la Vierge de Pitié, peint par Paul Pezet de Narbonne, en 1703, classé à titre d'objet en 2015[11] ;
- statue du Christ en croix du XVIIe siècle, classée à titre d'objet en 1911[12] ;
- statue de Vierge à l'Enfant assise, classée à titre d'objet en 1948[13] ;
- statue de Vierge à l'Enfant debout, classée à titre d'objet en 1948[14].

| La nef  |
| La nef. |

| Maître-autel. |
| Maître-autel. |

| Christ en croix. |
| Christ en croix. |

| Vierge à l'Enfant. |
| Vierge à l'Enfant. |

## Vitraux
Les vitraux ont été réalisés par le peintre-verrier Gustave Pierre Dagrant.
| Signature des vitraux par G. P. Dagrant Bordeaux  |
| Signature des vitraux par G. P. Dagrant Bordeaux. |

| Christ en croix. |
| Christ en croix. |

| Vitrail du Cœur de Marie. |
| Vitrail du Cœur de Marie. |

| Vitrail de saint Louis. |
| Vitrail de Saint-Louis. |